# Mortugaba
Mortugaba är en kommun i Brasilien.   Den ligger i delstaten Bahia, i den östra delen av landet, 600 km öster om huvudstaden Brasília. Antalet invånare är 12 482.
Omgivningarna runt Mortugaba är huvudsakligen savann. Runt Mortugaba är det glesbefolkat, med 17 invånare per kvadratkilometer.